# Alf Mintzel
Alf Mintzel, eigentlich Johann Albrecht Mintzel (* 18. April 1935 in Augsburg; † 16. Februar 2025 in Passau), war ein deutscher Soziologe und Politologe.

## Laufbahn
Mintzel studierte zunächst an der Werkkunstschule Hannover, jetzt Fachhochschule für Medien, Information und Design, bei Erich Rhein Freie Malerei und Grafik. 1959 nahm er an der Universität Hamburg das Studium der Rechtswissenschaft auf und setzte es an den Universitäten Würzburg, Marburg und der Freien Universität Berlin fort. 1961/62 wechselte er in das Fach Soziologie über und durchlief an der FU Berlin alle Stationen einer wissenschaftlichen Universitätskarriere: das Diplomexamen im Fach Soziologie 1967, die Promotion im Fach Politikwissenschaft 1974 und die Habilitation mit der Venia legendi im Fach Politikwissenschaft mit Schwerpunkt auf der Politischen Soziologie. Von 1967 bis 1974 war er Wissenschaftlicher Assistent am vormaligen Institut für politische Wissenschaft an der FU Berlin. Von 1974 bis 1978 bekleidete er am späteren Zentralinstitut für sozialwissenschaftliche Forschung die Stelle eines Assistenzprofessors. 1979/80 vertrat er an der Universität Bochum, 1980/81 an der Universität Mannheim einen Lehrstuhl für Politikwissenschaft.
1981 wurde er auf den Lehrstuhl für Soziologie an der 1978 neu gegründeten Universität Passau berufen. Er zählte zu den Gründungsmitgliedern der im Aufbau begriffenen Universität. Mintzels Aufgabe war es zunächst, das Fach Soziologie zu organisieren, in das Gesamtgefüge der Philosophischen Fakultät einzufügen und die Dienstleistungen in der Lehre mit anderen Studiengängen abzustimmen.
Die Forschungsinteressen Mintzels waren breit gefächert. Die Schwerpunkte seiner Forschungen und zahlreichen Veröffentlichungen lagen auf Gebieten der Politischen Soziologie, Politikwissenschaft und politischen Zeitgeschichte, auf Gebieten der Kultursoziologie sowie auf Feldern der oberfränkischen Gewerbe- und Kulturgeschichte vom 16. Jahrhundert bis zur Gegenwart. Als viertes Arbeitsgebiet kamen die Bildende Kunst und Beiträge zum aktuellen Kunstschaffen hinzu. Den Weg in die Wissenschaft und speziell in die politikwissenschaftliche Parteienforschung fand er 1962 über ein Stipendium der US-amerikanischen Ford Foundation zur Förderung wissenschaftlichen Nachwuchses am Institut für Politische Wissenschaft an der Freien Universität Berlin. Mintzel trat aus verschiedenen Anlässen wiederholt als streitbarer Publizist an die Öffentlichkeit. Bundesweit bekannt wurde 1990/91 seine Forderung, das 1978 bei der Gründung der Universität Passau eingeführte Logo, das die jesuitische gegenreformatorische „Maria vom Siege“ gezeigt hatte, aus dem universitätsamtlichen Verkehr zu ziehen. Die Universität Passau führte 2003 ein neues Logo ein. Eine ausführliche und detaillierte Darstellung seines wissenschaftlichen Werdeganges und beruflichen Wirkens ist in seinem Blog „Zwischen den Stühlen war viel Platz. Überlebensgeschichten eines Grenzgängers“ zu finden. Im Blog legte er in chronologisch geordneten Kapiteln seine Autobiografie vor. Ein zweiter Blog handelt von den Lebensgeschichten und Erlebniswelten seiner Altvorderen.
In der Parteienforschung befasste sich Mintzel seit Mitte der 1960er Jahre mit der Geschichte der CSU und ihrer Rolle in Bayern sowie mit der allgemeinen Entwicklung der Volksparteien im Parteiensystem der Bundesrepublik Deutschland (BRD). Seine Studien über die CSU und zur politischen Entwicklung Bayerns nach 1945 galten als Pionierleistungen der empirischen Parteienforschung und machten ihn weit über die Grenzen der BRD hinaus bekannt. In der Parteienlehre setzte er sich mit Typologien der Volksparteien auseinander und analysierte die realen Entwicklungsverläufe der „Großparteien“. Seine Forschungsbeiträge, insbesondere zur Entwicklungsgeschichte der Volksparteien und der CSU, wurden ins Englische, Spanische, Italienische und ins Russische übersetzt. Er war in den 1970er Jahren zudem am Zentralinstitut für empirische Sozialforschung an der Freien Universität an der Erstellung des Parteien-Handbuchs, eines Standardwerkes der Parteienforschung, beteiligt. Zusammen mit Heinrich Oberreuter gab er 1990 den Sammelband Parteien in der Bundesrepublik Deutschland heraus (2. Auflage 1992).
In Bereichen der Kultursoziologie, auf seinem zweiten Schwerpunkt, befasste sich Mintzel mit dem Kulturbegriff in der Soziologie und in Nachbarwissenschaften sowie mit den Streitfragen über die Entwicklungen, Strukturen und Konfliktlagen multikultureller Gesellschaften in Europa und Nordamerika. Dabei traten die Makroanalyse und der Vergleich multiethnischer und multikultureller Megastädten, Megalopolen und Metropolen ins Zentrum seiner Lehre an der Universität Passau. Hierzu veröffentlichte er 1997 ein umfangreiches Lehrwerk. Im Rahmen soziokultureller Fragestellung analysierte er die politisch-kulturelle Hegemonie der CSU und die Schwächen von „Gegenkulturen“ in Bayern.
Auf dem Gebiet der oberfränkischen Gewerbe- und Kulturgeschichte erforschte Mintzel, der aus einer alteingesessenen oberfränkischen Buchdrucker- und Verlegerdynastie stammt, die Geschichte des Druckerei-, Verlags- und Pressewesens in Oberfranken vom 16. Jahrhundert bis zur Gegenwart. Er fasste seine Forschungsergebnisse aus mehreren Jahrzehnten in seinem zweibändigen Werk Von der Schwarzen Kunst zur Druckindustrie (2011) zusammen. Außerdem publizierte er seine Forschungsergebnisse zur jüngsten politischen Stadtgeschichte Hofs, vor allem zum Umgang mit der nationalsozialistischen Vergangenheit.
Nach einer langen Unterbrechung seiner künstlerischen Tätigkeit begann er in den 1980er Jahren wieder an seine Ausbildung an der ehemaligen Werkkunstschule Hannover anzuknüpfen und an Ausstellungen teilzunehmen. Im Mittelpunkt seines künstlerischen Schaffens stand die Objektkunst.
Mintzel hatte drei Töchter (darunter die Schriftstellerin Theresa Sperling) mit seiner Ehefrau Ingelu Mintzel (geb. Schaltenbrand, eine Tochter des Neurologen Georg Schaltenbrand).

## Veröffentlichungen

### Monografien
- Die CSU. Anatomie einer konservativen Partei 1945–1972. 1. Auflage. Westdeutscher Verlag, 1975 (2. Aufl. 1978), ISBN 3-531-11278-3.
- Geschichte der CSU. Ein Überblick. Opladen 1977, ISBN 3-531-11358-5.
- Die Stadt Hof in der Pressegeschichte des 16., 17. und 18. Jahrhunderts. Hof 1979.
- Die Volkspartei: Typus und Wirklichkeit. Ein Lehrbuch. Opladen 1983, ISBN 3-531-11498-0.
- Als Herausgeber mit Heinrich Oberreuter für die Bundeszentrale für politische Bildung: Parteien in der Bundesrepublik Deutschland. Bonn 1990, ISBN 3-89331-051-7.
- Die CSU-Hegemonie in Bayern. Strategie und Erfolg; Gewinner und Verlierer. Passau 1998, ISBN 3-927575-77-1.
- Objekte. 1989–1995. Holz Stein Metall. Orselina/Passau 1995, ISBN 3-00-000008-9.
- Multikulturelle Gesellschaften in Europa und Nordamerika. Konzepte, Streitfragen, Analysen, Befunde. Wissenschaftsverlag Rothe, Passau 1997, ISBN 3-927575-55-0.
- Hofer Einblattdrucke und Flugschriften des 16. und 17. Jahrhunderts. Eine Dokumentation von 29 Exemplaren. 43. Bericht Nordoberfränkischer Verein für Natur-, Geschichts- und Landeskunde e. V. Hof, Hof 2000, ISBN 3-928626-36-1.
- Eine Firmengeschichte. Mintzel-Druck. Hofer Anzeiger. Rehauer Tagblatt. Zukunft Verlag. Hoermann Verlag. Jubiläumsausgabe 375 Jahre Mintzel-Druck, 200 Jahre Hofer Anzeiger. 2000, ISBN 3-88267-056-8.
- Khao Lak. Ein Requiem in Bildern. Collagen, Handzeichnungen, Lithografien. Hoermann Verlag, Passau 2005, ISBN 3-88267-074-6.
- Von der Schwarzen Kunst zur Druckindustrie: Die Buchdruckerei Mintzel und ihr Zeitungsverlag. Band I: Vom Dreißigjährigen Krieg bis 1800. Duncker & Humblot, Berlin 2011, ISBN 978-3-428-13104-4.
- Von der Schwarzen Kunst zur Druckindustrie: Die Buchdruckerei Mintzel und ihr Zeitungsverlag. Band II: Von 1800 bis zur Gegenwart. Duncker & Humblot, Berlin 2011, ISBN 978-3-428-13104-4.
- Die Akte Georges Schaltenbrand ist noch nicht geschlossen. Medizinische Berufsethik in der NS-Zeit. Königshausen & Neumann, Würzburg 2023, ISBN 978-3-8260-7856-9.

### Beiträge zur Parteienforschung und zur politischen Entwicklung Bayerns und der Bundesrepublik Deutschland nach 1945 (eine Auswahl)
- 1967 Gründung, Ostentflechtung und Westintegration der Berliner Parteien und Gewerkschaften. In: Jürgen Fijalkowski u. a.: Berlin – Hauptstadtanspruch und Westintegration (= Schriften des Instituts für Politische Wissenschaft, Bd. 20). Westdeutscher Verlag: Köln/Opladen 1967, S. 3–103.
- 1973 Die CSU in Bayern. In: Jürgen Dittberner, Rolf Ebbighausen (Hrsg.): Parteiensystem in der Legitimationskrise. Studien und Materialien zur Soziologie der Parteien in der Bundesrepublik Deutschland (= Schriften des Zentralinstituts für sozialwissenschaftliche Forschung der Freien Universität Berlin, Bd. 24). Westdeutscher Verlag, Opladen 1973, S. 349–426.
- 1975 Die bayerischen Landtagswahlen vom 27. Oktober 1974: Triumph einer konservativen Partei: ein soziologischer Sonderfall? In: Zeitschrift für Parlamentsfragen, 6. Jg., Heft 2, Dezember 1975, S. 429–446.
- 1976 Besatzungspolitik und Entwicklung der bürgerlichen Parteien in den Westzonen (1945–1949). In: Dietrich Staritz (Hrsg.): Parteiensystem der Bundesrepublik. Westdeutscher Verlag, Opladen 1976 (2. Aufl. 1980), S. 73–89.
- 1977 Der Fraktionszusammenschluss nach Kreuth: Ende einer Entwicklung? In: Zeitschrift für Parlamentsfragen, 8. Jg., Heft 1, April 1977, S. 58–76.
- 1978 The Christian-Social Union in Bavaria: Analytical notes on its development, role and political success. In: Max Kaase, Klaus von Beyme (Hrsg.): Elections & Parties. Socio-political Change and Participation in the West German Federal Election of 1976 (= German Political Studies. Vol. 3). SAGE Publications, London / Beverly Hills 1978, S. 192–225.
- 1980 Franz Josef Strauß und die CSU-Landesgruppe im Deutschen Bundestag. In: Friedrich Zimmermann (Hrsg.): Anspruch und Leistung. Widmungen für Franz Josef Strauß. Seewald Verlag, Stuttgart 1980, S. 281–307.
- 1982 Conservatism and Christian Democracy in the Federal Republic of Germany. In: Zig Layton-Henry (Hrsg.): Conservative Politics in Western Europe. MacMillan, London/Basingstoke, S. 131–159.
- 1983 Die Bayernpartei. In: Richard Stöss (Hrsg.): Parteienhandbuch. Die Parteien der Bundesrepublik Deutschland 1945–1980, Bd. 1 (= Schriften des Zentralinstituts für sozialwissenschaftliche Forschung der Freien Universität Berlin, Bd. 38). Westdeutscher Verlag, Opladen 1983, S. 395–498.
- 1984 Abschied von einem Phantom. Zu theoretischen Konzepten und empirischen Analysen der „Volkspartei“ in vergleichender Perspektive. In: Jürgen W. Falter, Christian Fenner, Michael Th. Greven (Hrsg.): Politische Willensbildung und Interessenvermittlung. Verhandlungen der Fachtagung der DVPW vom 11.–13. Oktober 1983 in Mannheim. Westdeutscher Verlag, Opladen 1984, ISBN 978-3-663-14338-3, S. 61–67.
- 1985 Das traditionskräftige und staatlich selbstbewusste Bayern. Bayerns politische Kultur im Wandel. In: Regionale politische Kultur. Mit Beiträgen von Hans-Georg Wehling u. a. Kohlhammer Taschenbücher, Bd. 1069; hrsg. von der Landeszentrale für politische Bildung Baden-Württemberg. Kohlhammer, Stuttgart 1985, S. 146–162.
- 1987 Besonderheiten der politischen Kultur Bayerns: Facetten und Etappen einer politisch-kulturellen Homogenisierung. In: Dirk Berg-Schlosser, Jakob Schissler (Hrsg.): Politische Kultur in Deutschland. Westdeutscher Verlag, Opladen, S. 295–308.
- 1987 Gehen Bayerns Uhren wirklich anders? In: Zeitschrift für Parlamentsfragen 18, Nr. 1, S. 77–93.
- 1989 Großparteien im Parteienstaat der Bundesrepublik Deutschland. In: Aus Politik und Zeitgeschehen 39, Nr. 11, S. 3–14.
- 1989 Keine falschen Hoffnungen: die CSU verkommt nicht zur Provinzpartei. In: Hans-Jürgen Heinrichs (Hrsg.): F.J. Strauß. Der Charakter und die Maske. Der progressive und der Konservative. Der Weltmann und der Hinterwäldler. Athenäum, Frankfurt a. M. 1989, S. 172–191.
- 1990 Der akzeptierte Parteienstaat. In: Martin Broszat (Hrsg.): Zäsuren nach 1945. Essays zur Periodisierung der deutschen Nachkriegsgeschichte (= Schriftenreihe der Vierteljahrshefte für Zeitgeschichte, Bd. 61). Oldenbourg, München 1990, S. 75–94.
- 1990 Der Parteienstaat der Bundesrepublik: Rückblick und Zukunftsperspektiven in der neuen deutschen Situation. In: Robert Hettlage (Hrsg.): Die Bundesrepublik. Eine historische Bilanz. Beck, München 1990, S. 139–166.
- 1990 Political and socio-economic developments in the postwar Era: The case of Bavaria, 1945–1989. In: Karl Rohe (Hrsg.): Elections, parties and political traditions: Social Foundations of German parties and party systems, 1867–1987. Berg, New York 1990, S. 145–178.
- 1990 Regionale politische Traditionen und die CSU-Hegemonie in Bayern. In: Dieter Oberndörfer, Karl Schmitt (Hrsg.): Parteien und regionale politische Traditionen in der Bundesrepublik Deutschland. Duncker & Humblot, Berlin 1990, S. 125–180.
- 1992 The Christian Democracy in the Federal Republik of Germany. In: Mario Caciagli et al.: Christian Democracy in Europe. Inst. De Ciencies Politiques i Socials, Barcelona, S. 57–82.
- 1993 Auf der Suche nach der Wirklichkeit der Großparteien der Bundesrepublik Deutschland. In: Hans-Dieter Klingemann, Wolfgang Luthardt (Hrsg.): Wohlfahrtsstaat, Sozialstruktur und Verfassungsanalyse. Festschrift für Jürgen Fijalkowski. Westdeutscher Verlag, Opladen 1993, S. 66–104.
- 1995 En busca de la realidad de los partidos politicos mayoritarios en la Republica Federal de Alemania. In: Josef Thesing (Hrsg.): Partidos poiticos en la democracia. Konrad-Adenauer-Stiftung, Sankt Augustin 1995, S. 251–294.
- 1995 In search of the reality of the major parties in the Federal Republic of Germany. In: Josef Thesing (Hrsg.): Political parties in democracy: role and functions of political parties in the political system of the Federal Republic of Germany. Konrad-Adenauer-Stiftung, Sankt Augustin 1995, S. 218–254.
- 1996 Deutschland: Die Zukunft der Volksparteien nach der Krise. In: Dietrich Tränhardt (Hrsg.): Japan und Deutschland in der Welt nach dem Kalten Krieg. Lit, Münster 1996, S. 187–226.
- 2001 Fritz Schäffer (Friedrich), Bundesfinanzminister, Bundesjustizminister. In: Udo Kempf, Hans G. Merz (Hrsg.): Die Mitglieder der Bundesregierungen. Biographisches Lexikon der deutschen Bundeskabinette 1949–1998. Westdeutscher Verlag, Opladen 2001.
- 2004 zusammen mit Barbara Wasner: Landesparlamentarismus in Bayern. In: Siegfried Mielke, Werner Reutter (Hrsg.): Länderparlamentarismus in Deutschland. Geschichte – Struktur – Funktionen. VS Verlag, Wiesbaden 2004, S. 79–109.

### Beiträge zur Thematik und Problematik Kultur und Gesellschaft / multikultureller Gesellschaften / säkularer Staat
- 1992 Der Passauer Madonnen-Streit: die symbolische Repräsentation gesellschaftlicher Institutionen. In: Dieter Emig (Hrsg.): Sprache und politische Kultur in der Demokratie: Hans Gerd Schumann zum Gedenken. Lang, Frankfurt a. M. 1992, S. 295–348.
- 1993 Kultur und Gesellschaft: der Kulturbegriff in der Soziologie. In: Klaus P. Hansen (Hrsg.): Kulturbegriff und Methode: Der stille Paradigmenwechsel in den Geisteswissenschaften, eine Passauer Ringvorlesung. Narr, Tübingen, S. 171–199.
- 1996 Der Madonnenstreit. In: Vorgänge – Zeitschrift für Bürgerrechte und Gesellschaftspolitik 35, Nr. 2, 1996, S. 56–73.
- 1999 Ist das Konzept der multikulturellen Gesellschaft gescheitert? In: Hermann Schwengel (Hrsg.): Grenzenlose Gesellschaft? 29. Kongreß der Deutschen Gesellschaft für Soziologie, 11. Kongreß der Schweizerischen Gesellschaft für Soziologie. Freiburg i. Br. Band II/1: Sektionen, Forschungskomitees, Arbeitsgruppen. Centaurus-Verlagsgesellschaft, Pfaffenweiler, S. 310–312.
- 2007 Aktuelle Herausforderungen des säkularisierten Staates, Schwächelndes Christentum, erstarkender Islam. In: Werner Patzelt, Martin Sebaldt, Uwe Krahnenpol (Hrsg.) unter Mitarbeit von Henrik Gast, Tobias Nerb und Benjamin Zeitler: Res publica semper reformanda. Wissenschaft und politische Bildung im Dienste des Gemeinwohls. Festschrift für Heinrich Oberreuter zum 65. Geburtstag. VS Verlag für Sozialwissenschaften, 2007, S. 135–148.
- 2008 Sfide odierne per lo Stato secolarizzato. Dibattito sul crocifisso, sull’ edificazione di moschee, sulla vicenda di Marktl e su altre forme di cooperazione amichevole. In: A cura di Gian Enrico Rusconi: Lo Stato secolarizzato nell’eta post-secolare. Societa editrice il Mulino, Bologna, S. 239–273.
- 2010 Herausforderungen des säkularisierten Staates heute. Kruzifixdebatte, Moscheenbau, Marktl, Konkordatsklehrstühle und andere Formen freundlicher Kooperation. In: Gian Erico Rusconi (Hrsg.): Der säkularisierte Staat im postsäkularen Zeitalter (= Schriften des Italienisch-Deutschen Historischen Instituts in Trient, Bd. 22). Duncker & Humblot, Berlin 2010, S. 199–235.

### Relevante Publikationen in Zeitungen und Zeitschriften
- 1979 Gebündelte Sehnsüchte aus der Bastion Bayern. Der CSU gelang die Festlegung der CDU auf einen historisch gewachsenen Konfrontationskurs. In: Vorwärts, Nr. 30, 19. Juli 1979, S. 9.
- 1979 Eine Konzentration der politischen Kräfte auf wenige Strömungen. Das Parteiwesen der Bundesrepublik Deutschland – Entwicklung und Bewährung (Dokumentation im Auftrag des Informations- und Presseamtes der Bundesregierung). In: Frankfurter Rundschau, Nr. 188, 15. August 1979, S. 14.
- 1980 Industrialisierung und Sozialpolitik im Freistaat Bayern vorn? Über eine konservative Gesellschaftspolitik (ein Gespräch mit Alf Mintzel). In: taz (die Tageszeitung), 1. Februar 1980, S. 11.
- 1983 Ökologische Bewegung oder jungbürgerliche Protest: Das Dilemma der Grünen in Bayern. Zur Soziologie des Wahlergebnisses in Bayern. In: taz (die Tageszeitung), 16. März 1983, S. 9 (Magazin).
- 1984 Sprünge im Urgestein (Kommentar zum Ausgang der bayerischen Kommunalwahlen). In: taz (die Tageszeitung), Nr. 1268, 22. März 1984, S. 4.
- 1988 Keine falschen Hoffnungen: Die CSU verkommt nicht zur Provinzpartei. Auch nach dem Tode von Franz Josef Strauß steht in Bayern das dreibeinige Machtkartell von Staat, Staatspartei und Katholischer Kirche. In: Frankfurter Rundschau, Nr. 244, 19. Oktober 1988, S. 14.
- 1988 Vor hundert Jahren wurde Fritz Schäffer geboren: Drei Karrieren, handfeste Intrigen und ein Juliusturm. Die Festreden vermitteln nicht die ganze Wahrheit über den konservativen bayerischen Politiker. In: Süddeutsche Zeitung, Nr. 109, 11./12. Mai 1988, S. 15.
- 1995 „Mia san mia, Kruzifixsakrament“: Einblick in Bayerisches: Die „beleidigte Mehrheit“ ist eine Erfindung der katholischen Hitzköpfe, eine „ethnologische Betrachtung“. In: Frankfurter Rundschau, Nr. 222, 23. September 1995, S. 14.
- 1999 Ein „Wertehimmel“ mit vielen Nuancen. Haben wir eine für alle Einwohner verbindliche europäische Leitkultur? In: Frankfurter Rundschau, Nr. 117, Beilege Pfingsten 1999 50 Jahre Grundgesetz, S. 138.
- 2008 Strauß und sein CSU-Professor (Serie zum 20. Todestag von FJS, Teil 7). In: Münchner Merkur, Nr. 235, 9. Oktober 2008, S. 13.

### Publikationen über Kunst und Kunstschaffen
- 2000 Zwei Ausstellungen zum 60. Geburtstag Oswald Miedls. Bewegte Formationen, Kraftströme und Licht – Dazwischen. In: Universität Passau. Nachrichten und Berichte, Nr. 101, Juni 2000, S. 21–23.
- 2001 „Europa Sacrale“. Über Wechselbeziehungen zwischen Kunst und Religion am Beispiel der „44. Festspiele Europäische Wochen Passau“. In: Richard Faber, Volker Krech (Hrsg.): Kunst und Religion im 20. Jahrhundert. Würzburg 2001, S. 227–258.

### Publikationen zur Kultur- und Gewerbegeschichte Oberfrankens und zur politischen Geschichte der Stadt Hof/Saale
- 1983 Hofer Einblattdrucke und Flugschriften des 16. und 17. Jahrhunderts. In: Wolfenbütteler-Barocknachrichten. Im Auftrag des Internationalen Arbeitskreises für deutsche Barockliteratur, hrsgg. von der Herzog August Bibliothek, X. Jg. Heft 1, 1983, S. 5–21.
- 1984 Studien zur frühen Presse- und Verlagsgeschichte der Städte Hof und Bayreuth. In: Archiv für Geschichte von Oberfranken (AO), 64. Band, Historischer Verein für Oberfranken, S. 197–286.
- 1986 Bayreuther und Hofer Kleinverleger des 18. Jahrhunderts und ihre Verlagswerke. In: Archiv für Geschichte von Oberfranken (AO), 66. Band, S. 77–189.
- 2001 Die „Höfer litteraische Zeitung“ von 1811/12 – Dokumentation zweier Funde. In: Archiv für Geschichte von Oberfranken (AO) 81/2001. Historischer Verein Oberfranken, S. 355–369.
- 2013 Freimaurerei und Nationalsozialismus. „Wenn die Barbarei ihre Fackel in die zivilisierte Welt schleudert …“ Die Hofer Loge „Zum Morgenstern“ und die „Gesetze der Menschlichkeit“. In: Archiv für Geschichte von Oberfranken (AO), 93. Band. Historischer Verein für Oberfranken, S. 233–264.
- 2013 Prominente Hofer im Schatten des Hakenkreuzes. Beispiele individueller Verstrickungen. In: Miscellanea curiensia. Beiträge zur Geschichte und Kultur Nordoberfrankens und angrenzender Regionen. Band X. 65. Bericht des Nordoberfränkischen Vereins für Natur-, Geschichts- und Landeskunde e. V., Hof 2013, S. 171–214.
- 2017 Über den Umgang mit der nationalsozialistischen Vergangenheit. In: Beatrix Münzer-Glas, Arnd Kluge: Die Denkmäler der Stadt Hof. Chronik der Staat Hof, Band XI, Hof 2017, S. 682–716.

## Ausstellungen (eine Auswahl)
- 1989 „Es ist noch Zeit genug“ (zusammen mit Inge Lu Mintzel), Galerie im Scharfrichterhaus, Passau
- 1996 „Aufbruch und Begegnung“, Gemeinschaftsausstellung russischer und deutscher Künstler, Deutsche Klinik für Diagnostik, Wiesbaden
- 1996 „Objekte“, Atelier „Die Kunstgalerie“, Bad Kreuznach
- 1999 „Objekte“, Diözesanarchiv Passau, Luragosaal (Beteiligung)
- 2005 „Khao Lak – ein Requiem in Bildern“, Foyer der Zentralbibliothek der Universität Passau[5]

- 2005 „Grafik“, Ausstellungsbeteiligung, Kulturmodell Passau
- 2006 „Drucken mit Stein – Lithographie“, Stadt Straubing, Kulturamt (Beteiligung)
- 2006 „Schrecken des Krieges“ / „Erinnerte Landschaft“ / „Khao Lak – Zyklus“, Ortenburg, Galerie an der Wolfach
- 2010 „de profundis“, Kultur & Geschichtsverein Vilshofen, Stadtgalerie Vilshofen im Turm (Beteiligung)
- 2015 „Objekte – Grafik – Malerei“, Produzentengalerie Passau